# Miamirinae
Miamirinae Bergh, 1891 è una sottofamiglia di molluschi nudibranchi della famiglia Chromodorididae.

## Tassonomia
Comprende i seguenti generi:
- Ceratosoma A. Adams & Reeve, 1850
- Felimare Ev. Marcus & Er. Marcus, 1967
- Hypselodoris Stimpson, 1855
- Mexichromis Bertsch, 1977
- Miamira Bergh, 1875
- Thorunna Bergh, 1878